# Beddomeia tasmanica
Beddomeia tasmanica é uma espécie de gastrópode da família Hydrobiidae.
É endémica da Austrália.